# Al-Qalam
Al-Qalam (La Penna) è la sessantottesima Sura del Corano, una sura meccana composta da 52 versetti. Questa sura affronta diversi temi, tra cui la rivelazione divina, la resistenza ai detrattori del Profeta Muhammad e la punizione riservata ai miscredenti.

## Contenuto

### La Rivelazione Divina
Versetti 1-2: La sura inizia con l'esaltazione della penna e la conferma che il Profeta Muhammad non è pazzo, ma sta ricevendo una rivelazione divina.

### L'Ammonizione ai Miscredenti
Versetti 3-7: Viene ammonita la punizione che attende i miscredenti e coloro che deridono il Profeta. Viene anche menzionata la punizione inflitta a coloro che non riflettono sui segni di Allah e persistono nell'arroganza.

### L'Esempio di due Città
Versetti 8-16: Viene raccontata la storia di due città (Ad e Thamud) che rifiutarono di ascoltare i loro profeti e furono distrutte a causa della loro disobbedienza. Questi episodi servono da monito per gli increduli.

### La Lezione dall'Esperienza
Versetti 17-33: Si sottolinea l'importanza di riflettere sull'esperienza degli uomini precedenti e di trarre insegnamenti dalla storia. Gli uomini sono avvertiti delle conseguenze della loro arroganza e dell'importanza di credere e adorare Allah.

### La Profezia del Futuro
Versetti 34-47: Viene profetizzata la caduta dei miscredenti e la loro disperazione nel Giorno del Giudizio. I credenti, invece, godranno di pace e benedizione eterna.

### L'Evidenza della Creazione
Versetti 48-50: Gli uomini sono invitati a osservare i segni nella natura come prova dell'esistenza di Allah e del Suo potere creativo.

### L'Esortazione alla Pazienza
Versetti 51-52: La sura si conclude con un appello alla pazienza del Profeta Muhammad e dei credenti, nonostante le avversità e le persecuzioni subite dagli increduli.

## Analisi
La Sura Al-Qalam offre importanti insegnamenti sulla verità della rivelazione divina, la responsabilità umana nei confronti della fede e della disobbedienza, e l'importanza di trarre insegnamenti dalla storia e dai segni della natura come prova dell'esistenza e del potere di Allah. Inoltre, ammonisce i miscredenti delle conseguenze della loro incredulità e conforta i credenti con la promessa del successo finale e della pace eterna. In sintesi, la Sura Al-Qalam richiama l'attenzione sulla necessità di credere in Allah, di adorarlo con devozione e di perseverare nella fede nonostante le avversità.